# Élections législatives de 1958 en Gironde
Les élections législatives françaises de 1958 se déroulent les 23 et 30 novembre 1958. Dans le département de la Gironde, dix députés sont à élire dans le cadre de dix circonscriptions.

## Élus
| Circonscription | Député élu            | Parti | Parti |
| --------------- | --------------------- | ----- | ----- |
| 1re             | Arthur Richards       |       | UNR   |
| 2e              | Jacques Chaban-Delmas |       | UNR   |
| 3e              | Jacques Lavigne       |       | UNR   |
| 4e              | René Cassagne         |       | SFIO  |
| 5e              | Émile Liquard         |       | UNR   |
| 6e              | Jean-Claude Dalbos    |       | UNR   |
| 7e              | Lucien de Gracia      |       | UNR   |
| 8e              | Jean Sourbet          |       | CNIP  |
| 9e              | Robert Boulin         |       | UNR   |
| 10e             | Gérard Deliaune       |       | UNR   |

## Système électoral
Pour la première fois depuis 1936, les élections législatives ont lieu au scrutin uninominal majoritaire à deux tours dans des circonscriptions uninominales.
Est élu au premier tour le candidat qui réunit la majorité absolue des suffrages exprimés et un nombre de voix au moins égal au quart (25 %) des électeurs inscrits dans la circonscription. Si aucun des candidats ne satisfait ces conditions, un second tour est organisé entre les candidats ayant réuni un nombre de voix au moins égal à 5 % des suffrages exprimés. Au second tour, le candidat arrivé en tête est déclaré élu.
Le seuil de qualification, basé sur un pourcentage relativement faible des suffrages exprimés, tend à faciliter l'accès au second tour de plus de deux candidats. Les candidats en lice au second tour peuvent ainsi fréquemment être trois, un cas de figure appelé « triangulaire ». Lorsque quatre candidats s'affrontent au second tour, on parle de « quadrangulaire ».

## Résultats

### Résultats à l'échelle du département
| Parti          | Parti                                            | Premier tour | Premier tour | Second tour | Second tour | Sièges |
| Parti          | Parti                                            | Voix         | %            | Voix        | %           | Sièges |
| -------------- | ------------------------------------------------ | ------------ | ------------ | ----------- | ----------- | ------ |
|                | Union pour la nouvelle République                | 111 078      | 26,83        | 170 092     | 41,96       | 8      |
|                | Centre national des indépendants et paysans      | 64 455       | 15,57        | 42 997      | 10,61       | 1      |
|                | Modérés                                          | 8 460        | 2,04         | 14 514      | 3,58        | 0      |
|                | Droite parlementaire                             | 183 993      | 44,44        | 227 603     | 56,15       | 9      |
|                |                                                  |              |              |             |             |        |
|                | Section française de l'Internationale ouvrière   | 81 794       | 19,76        | 85 211      | 21,02       | 1      |
|                | Parti communiste français                        | 52 949       | 12,79        | 51 078      | 12,60       | 0      |
|                | Extrême droite                                   | 52 104       | 12,59        | 36 361      | 8,97        | 0      |
|                | Parti républicain, radical et radical-socialiste | 20 435       | 4,94         | 4 007       | 0,99        | 0      |
|                | Centre républicain                               | 13 402       | 3,24         | Retrait     | Retrait     | 0      |
|                | Mouvement républicain populaire                  | 6 058        | 1,46         | Retrait     | Retrait     | 0      |
|                | Union des forces démocratiques                   | 3 273        | 0,79         | 1 077       | 0,27        | 0      |
|                |                                                  |              |              |             |             |        |
| Inscrits       | Inscrits                                         | 557 782      | 100,00       | 549 114     | 100,00      | 10     |
| Abstentions    | Abstentions                                      | 134 181      | 24,06        | 136 014     | 24,77       |        |
| Votants        | Votants                                          | 423 601      | 75,94        | 413 100     | 75,23       |        |
| Blancs et nuls | Blancs et nuls                                   | 9 593        | 2,26         | 7 763       | 1,88        |        |
| Exprimés       | Exprimés                                         | 414 008      | 97,74        | 405 337     | 98,12       |        |

### Résultats par circonscription

#### Première circonscription (Bordeaux-I)
| Candidat       | Candidat            | Parti          | Premier tour | Premier tour | Second tour | Second tour |  |
| Candidat       | Candidat            | Parti          | Voix         | %            | Voix        | %           |  |
| -------------- | ------------------- | -------------- | ------------ | ------------ | ----------- | ----------- |  |
|                | Arthur Richards élu | UNR            | 12 594       | 22,48        | 26 388      | 48,26       |  |
|                | Paul Estèbe         | CNIP           | 10 351       | 18,48        | 13 281      | 24,29       |  |
|                | André Treuillé      | SFIO           | 8 439        | 15,06        | 8 824       | 16,14       |  |
|                | Victor-Luis Réoyo   | CR             | 7 063        | 12,61        | Retrait     | Retrait     |  |
|                | Jean Basile         | PCF            | 6 305        | 11,25        | 6 191       | 11,32       |  |
|                | Armand Faulat       | Radsoc         | 3 376        | 6,03         |             |             |  |
|                | Paul de Caunes      | MRP            | 3 376        | 6,03         |             |             |  |
|                | Jean Barry          | Extrême droite | 2 848        | 5,08         |             |             |  |
|                | Claude Pourchasse   | UFF            | 1 669        | 2,98         |             |             |  |
|                |                     |                |              |              |             |             |  |
| Inscrits       | Inscrits            | Inscrits       | 74 136       | 100,00       | 64 099      | 100,00      |  |
| Abstentions    | Abstentions         | Abstentions    | 17 058       | 23,01        | 8 670       | 13,53       |  |
| Votants        | Votants             | Votants        | 57 078       | 76,99        | 55 429      | 86,47       |  |
| Blancs et nuls | Blancs et nuls      | Blancs et nuls | 1 057        | 1,85         | 745         | 1,34        |  |
| Exprimés       | Exprimés            | Exprimés       | 56 021       | 98,15        | 54 684      | 98,66       |  |

#### Deuxième circonscription (Bordeaux-II)
| Candidat       | Candidat                  | Parti          | Premier tour | Premier tour | Second tour | Second tour |  |
| Candidat       | Candidat                  | Parti          | Voix         | %            | Voix        | %           |  |
| -------------- | ------------------------- | -------------- | ------------ | ------------ | ----------- | ----------- |  |
|                | Jacques Chaban-Delmas élu | UNR            | 17 725       | 48,03        | 21 282      | 63,23       |  |
|                | Lionel-Max Chassin        | Extrême droite | 7 312        | 19,81        | 8 772       | 26,06       |  |
|                | Norbert Marcacci          | SFIO           | 4 985        | 13,51        | Retrait     | Retrait     |  |
|                | Jacques Lillet            | CNIP           | 3 690        | 10           | Retrait     | Retrait     |  |
|                | Bernard Mazon             | PCF            | 3 193        | 8,65         | 3 602       | 10,7        |  |
|                |                           |                |              |              |             |             |  |
| Inscrits       | Inscrits                  | Inscrits       | 49 020       | 100,00       | 48 977      | 100,00      |  |
| Abstentions    | Abstentions               | Abstentions    | 11 529       | 23,52        | 14 238      | 29,07       |  |
| Votants        | Votants                   | Votants        | 37 491       | 76,48        | 34 739      | 70,93       |  |
| Blancs et nuls | Blancs et nuls            | Blancs et nuls | 586          | 1,56         | 1 083       | 3,12        |  |
| Exprimés       | Exprimés                  | Exprimés       | 36 905       | 98,44        | 33 656      | 96,88       |  |

#### Troisième circonscription (Bordeaux-III)
| Candidat       | Candidat            | Parti          | Premier tour | Premier tour | Second tour | Second tour |  |
| Candidat       | Candidat            | Parti          | Voix         | %            | Voix        | %           |  |
| -------------- | ------------------- | -------------- | ------------ | ------------ | ----------- | ----------- |  |
|                | Jacques Lavigne élu | UNR            | 12 476       | 30,33        | 15 983      | 39,13       |  |
|                | Jacques Engels      | Extrême droite | 10 377       | 25,23        | 10 975      | 26,87       |  |
|                | Henri Deschamps     | SFIO           | 9 112        | 22,15        | 8 659       | 21,2        |  |
|                | Marc Dupuy          | PCF            | 5 906        | 14,36        | 5 225       | 12,79       |  |
|                | Daniel Estève       | CR             | 3 263        | 7,93         | Retrait     | Retrait     |  |
|                |                     |                |              |              |             |             |  |
| Inscrits       | Inscrits            | Inscrits       | 55 881       | 100,00       | 55 867      | 100,00      |  |
| Abstentions    | Abstentions         | Abstentions    | 13 879       | 24,84        | 14 567      | 26,07       |  |
| Votants        | Votants             | Votants        | 42 002       | 75,16        | 41 300      | 73,93       |  |
| Blancs et nuls | Blancs et nuls      | Blancs et nuls | 868          | 2,07         | 458         | 1,11        |  |
| Exprimés       | Exprimés            | Exprimés       | 41 134       | 97,93        | 40 842      | 98,89       |  |

#### Quatrième circonscription (Créon)
| Candidat       | Candidat          | Parti          | Premier tour | Premier tour | Second tour | Second tour |  |
| Candidat       | Candidat          | Parti          | Voix         | %            | Voix        | %           |  |
| -------------- | ----------------- | -------------- | ------------ | ------------ | ----------- | ----------- |  |
|                | René Cassagne élu | SFIO           | 11 898       | 30,66        | 16 205      | 42,07       |  |
|                | Jean Goussebaire  | Modérés        | 8 460        | 21,8         | 14 514      | 37,68       |  |
|                | Jean Rieu         | PCF            | 7 898        | 20,35        | 7 803       | 20,26       |  |
|                | Pierre Prié       | UNR            | 3 694        | 9,52         | Retrait     | Retrait     |  |
|                | Marc Mouline      | CNIP           | 3 236        | 8,34         | Retrait     | Retrait     |  |
|                | Bernard Ferrand   | Extrême droite | 2 439        | 6,29         | Retrait     | Retrait     |  |
|                | Marcel Blanc      | UFD            | 1 178        | 3,04         |             |             |  |
|                |                   |                |              |              |             |             |  |
| Inscrits       | Inscrits          | Inscrits       | 52 370       | 100,00       | 52 138      | 100,00      |  |
| Abstentions    | Abstentions       | Abstentions    | 12 920       | 24,67        | 13 177      | 25,27       |  |
| Votants        | Votants           | Votants        | 39 450       | 75,33        | 38 961      | 74,73       |  |
| Blancs et nuls | Blancs et nuls    | Blancs et nuls | 647          | 1,64         | 439         | 1,13        |  |
| Exprimés       | Exprimés          | Exprimés       | 38 803       | 98,36        | 38 522      | 98,87       |  |

#### Cinquième circonscription (Lesparre-Médoc)
| Candidat       | Candidat          | Parti          | Premier tour | Premier tour | Second tour | Second tour |  |
| Candidat       | Candidat          | Parti          | Voix         | %            | Voix        | %           |  |
| -------------- | ----------------- | -------------- | ------------ | ------------ | ----------- | ----------- |  |
|                | Émile Liquard élu | UNR            | 16 234       | 44,61        | 21 661      | 61,03       |  |
|                | Guy Lartigue      | SFIO           | 7 952        | 21,85        | 10 486      | 29,54       |  |
|                | André Dartigues   | Radsoc         | 4 925        | 13,54        | Retrait     | Retrait     |  |
|                | Louis Godefroy    | PCF            | 3 734        | 10,26        | 3 348       | 9,43        |  |
|                | Raymond Theil     | Extrême droite | 3 542        | 9,73         | Retrait     | Retrait     |  |
|                |                   |                |              |              |             |             |  |
| Inscrits       | Inscrits          | Inscrits       | 50 540       | 100,00       | 50 435      | 100,00      |  |
| Abstentions    | Abstentions       | Abstentions    | 13 072       | 25,86        | 14 114      | 27,98       |  |
| Votants        | Votants           | Votants        | 37 468       | 74,14        | 36 321      | 72,02       |  |
| Blancs et nuls | Blancs et nuls    | Blancs et nuls | 1 081        | 2,89         | 826         | 2,27        |  |
| Exprimés       | Exprimés          | Exprimés       | 36 387       | 97,11        | 35 495      | 97,73       |  |

#### Sixième circonscription (Mérignac)
| Candidat       | Candidat               | Parti          | Premier tour | Premier tour | Second tour | Second tour |  |
| Candidat       | Candidat               | Parti          | Voix         | %            | Voix        | %           |  |
| -------------- | ---------------------- | -------------- | ------------ | ------------ | ----------- | ----------- |  |
|                | Jean-Claude Dalbos élu | UNR            | 11 356       | 28,28        | 21 039      | 52,81       |  |
|                | André Le Floch         | SFIO           | 10 688       | 26,61        | 10 807      | 27,13       |  |
|                | Pierre Auriac          | Extrême droite | 8 836        | 22           | Retrait     | Retrait     |  |
|                | René Duhourquet        | PCF            | 7 186        | 17,89        | 6 915       | 17,36       |  |
|                | Jean Bauvieux          | UFD            | 2 095        | 5,22         | 1 077       | 2,7         |  |
|                |                        |                |              |              |             |             |  |
| Inscrits       | Inscrits               | Inscrits       | 54 110       | 100,00       | 54 107      | 100,00      |  |
| Abstentions    | Abstentions            | Abstentions    | 13 128       | 24,26        | 13 746      | 25,41       |  |
| Votants        | Votants                | Votants        | 40 982       | 75,74        | 40 361      | 74,59       |  |
| Blancs et nuls | Blancs et nuls         | Blancs et nuls | 821          | 2            | 523         | 1,3         |  |
| Exprimés       | Exprimés               | Exprimés       | 40 161       | 98           | 39 838      | 98,7        |  |

#### Septième circonscription (Arcachon)
| Candidat       | Candidat             | Parti          | Premier tour | Premier tour | Second tour | Second tour |  |
| Candidat       | Candidat             | Parti          | Voix         | %            | Voix        | %           |  |
| -------------- | -------------------- | -------------- | ------------ | ------------ | ----------- | ----------- |  |
|                | Lucien de Gracia élu | UNR            | 13 709       | 29,72        | 21 653      | 48,49       |  |
|                | Jean Bordessoulles   | SFIO           | 12 081       | 26,19        | 17 840      | 39,95       |  |
|                | Franck Cazenave      | CNIP           | 11 879       | 25,75        | Retrait     | Retrait     |  |
|                | Raymond Lagardère    | PCF            | 5 778        | 12,53        | 5 162       | 11,56       |  |
|                | Henri Poumerol       | MRP            | 2 682        | 5,81         | Retrait     | Retrait     |  |
|                |                      |                |              |              |             |             |  |
| Inscrits       | Inscrits             | Inscrits       | 60 310       | 100,00       | 62 277      | 100,00      |  |
| Abstentions    | Abstentions          | Abstentions    | 12 825       | 21,27        | 16 371      | 26,29       |  |
| Votants        | Votants              | Votants        | 47 485       | 78,73        | 45 906      | 73,71       |  |
| Blancs et nuls | Blancs et nuls       | Blancs et nuls | 1 356        | 2,86         | 1 251       | 2,73        |  |
| Exprimés       | Exprimés             | Exprimés       | 46 129       | 97,14        | 44 655      | 97,27       |  |

#### Huitième circonscription (Langon)
| Candidat       | Candidat         | Parti          | Premier tour | Premier tour | Second tour | Second tour |  |
| Candidat       | Candidat         | Parti          | Voix         | %            | Voix        | %           |  |
| -------------- | ---------------- | -------------- | ------------ | ------------ | ----------- | ----------- |  |
|                | Jean Sourbet élu | CNIP           | 18 092       | 40,9         | 20 700      | 47,06       |  |
|                | Jean Grandrémy   | Extrême droite | 10 957       | 24,77        | 16 614      | 37,77       |  |
|                | Jean Lafourcade  | PCF            | 6 170        | 13,95        | 6 671       | 15,17       |  |
|                | Georges Laforce  | SFIO           | 5 678        | 12,84        | Retrait     | Retrait     |  |
|                | André Ver        | Radsoc         | 3 338        | 7,55         | Retrait     | Retrait     |  |
|                |                  |                |              |              |             |             |  |
| Inscrits       | Inscrits         | Inscrits       | 60 416       | 100,00       | 60 279      | 100,00      |  |
| Abstentions    | Abstentions      | Abstentions    | 14 993       | 24,82        | 15 025      | 24,93       |  |
| Votants        | Votants          | Votants        | 45 423       | 75,18        | 45 254      | 75,07       |  |
| Blancs et nuls | Blancs et nuls   | Blancs et nuls | 1 188        | 2,62         | 1 269       | 2,8         |  |
| Exprimés       | Exprimés         | Exprimés       | 44 235       | 97,38        | 43 985      | 97,2        |  |

#### Neuvième circonscription (Libourne)
| Candidat       | Candidat            | Parti          | Premier tour | Premier tour | Second tour | Second tour |  |
| Candidat       | Candidat            | Parti          | Voix         | %            | Voix        | %           |  |
| -------------- | ------------------- | -------------- | ------------ | ------------ | ----------- | ----------- |  |
|                | Robert Boulin élu   | UNR            | 11 181       | 27,97        | 23 581      | 59,23       |  |
|                | Jean-Raymond Guyon  | SFIO           | 10 961       | 27,42        | 12 390      | 31,12       |  |
|                | Jean Dubois-Challon | CNIP           | 7 546        | 18,87        | Retrait     | Retrait     |  |
|                | André Gaillard      | PCF            | 4 003        | 10,01        | 3 821       | 9,6         |  |
|                | Gabriel Taïx        | Radsoc         | 3 213        | 8,04         | 20          | 0,05        |  |
|                | Robert Guichard     | CR             | 3 076        | 7,69         | Retrait     | Retrait     |  |
|                |                     |                |              |              |             |             |  |
| Inscrits       | Inscrits            | Inscrits       | 53 289       | 100,00       | 53 296      | 100,00      |  |
| Abstentions    | Abstentions         | Abstentions    | 12 359       | 23,19        | 12 892      | 24,19       |  |
| Votants        | Votants             | Votants        | 40 930       | 76,81        | 40 404      | 75,81       |  |
| Blancs et nuls | Blancs et nuls      | Blancs et nuls | 950          | 2,32         | 592         | 1,47        |  |
| Exprimés       | Exprimés            | Exprimés       | 39 980       | 97,68        | 39 812      | 98,53       |  |

#### Dixième circonscription (Blaye)
| Candidat       | Candidat            | Parti          | Premier tour | Premier tour | Second tour | Second tour |  |
| Candidat       | Candidat            | Parti          | Voix         | %            | Voix        | %           |  |
| -------------- | ------------------- | -------------- | ------------ | ------------ | ----------- | ----------- |  |
|                | Gérard Deliaune élu | UNR            | 12 109       | 35,35        | 18 505      | 54,67       |  |
|                | Roland Puyoou       | CNIP           | 9 661        | 28,2         | 9 016       | 26,64       |  |
|                | René Thorp          | Radsoc         | 5 583        | 16,3         | 3 987       | 11,78       |  |
|                | Albert Davoust      | UFF            | 4 124        | 12,04        | Retrait     | Retrait     |  |
|                | Marcel Delisle      | PCF            | 2 776        | 8,1          | 2 340       | 6,91        |  |
|                |                     |                |              |              |             |             |  |
| Inscrits       | Inscrits            | Inscrits       | 47 710       | 100,00       | 47 639      | 100,00      |  |
| Abstentions    | Abstentions         | Abstentions    | 12 418       | 26,03        | 13 214      | 27,74       |  |
| Votants        | Votants             | Votants        | 35 292       | 73,97        | 34 425      | 72,26       |  |
| Blancs et nuls | Blancs et nuls      | Blancs et nuls | 1 039        | 2,94         | 577         | 1,68        |  |
| Exprimés       | Exprimés            | Exprimés       | 34 253       | 97,06        | 33 848      | 98,32       |  |